# Calliarthron latissimum
Calliarthron latissimum (Yendo) Manza, 1937 é o nome botânico de uma espécie de algas vermelhas pluricelulares do gênero Calliarthron, subfamília Corallinoideae.
- Algas marinhas encontradas no Japão.

## Sinonímia
- Cheilosporum latissimum Yendo, 1902